# Černé uhlí

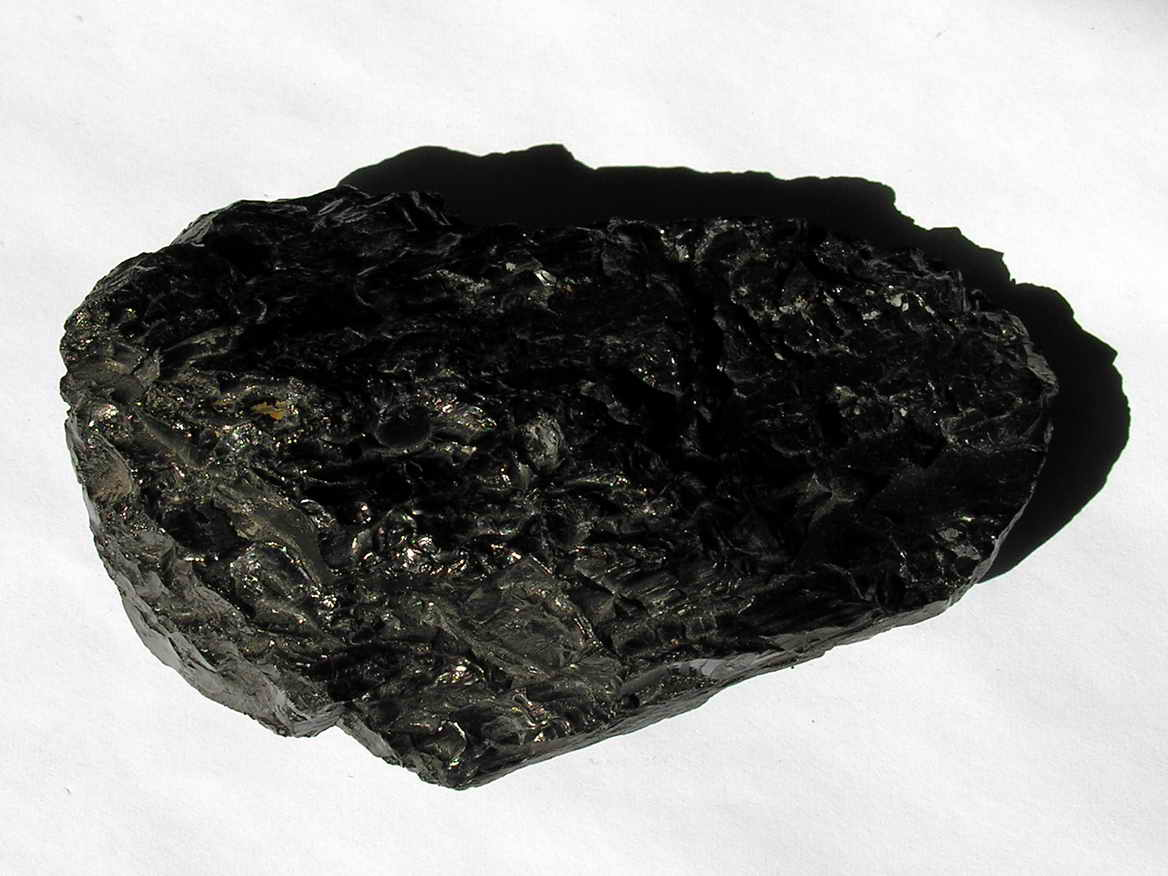
Černé uhlí

Černé uhlí (zvané někdy také kamenné uhlí) je jedním z druhů sedimentární horniny, která se řadí mezi uhlí. Vznikla ze dřeva, které bylo uloženo v anaerobních vodních prostředích, kde nízké hladiny kyslíku bránily jeho kompletnímu rozkladu a oxidaci organického materiálu zejména v prvohorách a druhohorách – v době kdy se formoval kontinent Pangea. Uhlí je vysoce hořlavá surovina, jež se hojně užívá především jako palivo k získávání tepla a energie. Světová spotřeba uhlí v roce 2007 byla 7 192 milionů tun, z toho 75 % je využíváno pro výrobu elektřiny. Uhlí se řadí mezi neobnovitelné zdroje. Nachází se nerovnoměrně rozložené na celém zemském povrchu v nejsvrchnější zemské kůře. Tato ložiska dosahují různé mocnosti a kvality černého uhlí, která je závislá na stupni přeměny organického materiálu a době prouhelnění.
Černé uhlí tvoří spolu s hnědým uhlím a hořlavými břidlicemi skupinu spadající pod kaustobiolity. Druhou velkou skupinou jsou pak přírodní uhlovodíky.
Černé uhlí obsahuje 74–91 % uhlíku (jiné zdroje uvádějí i 75 až 95 %). Obsah uhlíku je závislý na typu (tzv. Cdaf). Charakteristické jsou i prouhelňovací skoky a změna lesku a páskování během vývoje. Při popisu černého uhlí se využívají názvy černouhelná hemifáze, černouhelná ortofáze a černouhelná metafáze, čímž se vyjadřuje zastoupení uhlíku. S nárůstem obsahu uhlíku současně dochází k poklesu prachové složky. Každé uhlí obsahuje nespalitelné a spalitelné minerální složky o různém zastoupení v závislosti na typu. Mezi nejvýznamnější patří vodík (okolo 3 %), dusík, kyslík (3 %), síra (0,5 až 1,25 %), a malé procento vody. Výhřevnost se pohybuje v rozmezí 30 až 36 MJ/kg (7000 až 8500 kcal/kg).

## Vznik

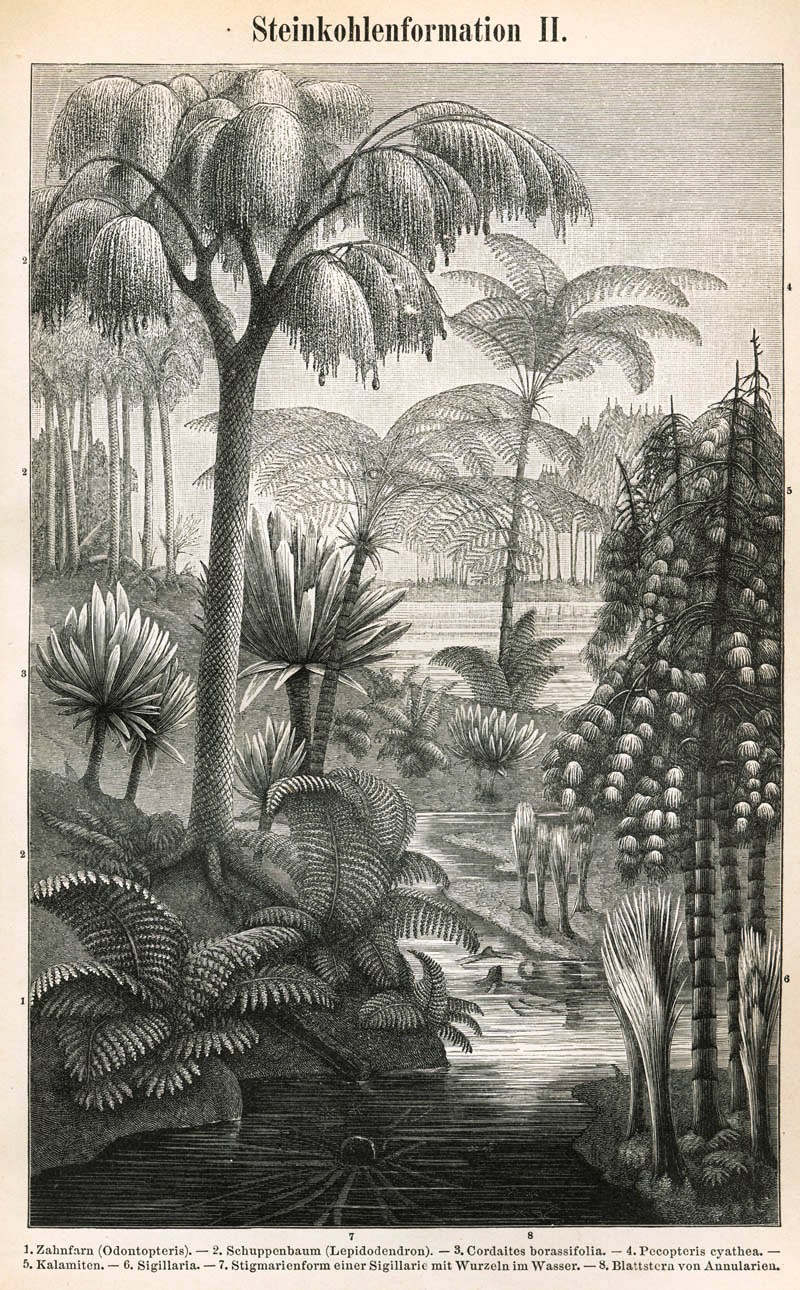
Umělecká představa vegetace v karbonu

Uhlí vzniká geochemickou fází zvanou prouhelňování z organického materiálu za nepřístupu vzduchu, kde dochází k syntéze monomerů v geopolymery. Postupnou přeměnou vrstev odumřelých stromů působením tlaku při nepřítomnosti vzduchu se přecházelo z fáze trouchnivění, rašelinění až k prouhelňování, což mělo za následek snižování obsahu kyslíku a vodíku a nárůst uhlíku. Tyto procesy mají za následek současně i rozpad struktury rostlin a jejich postupné tmavnutí, což propůjčuje černému uhlí jeho typickou barvu. Rašelina postupně přecházela změnami na hnědé uhlí, a to později na černé až antracit.
Uhelná ložiska se tvořila zejména v karbonu a permu (černé uhlí) a v období jury a křídy (hnědé uhlí), tedy přibližně před 360 milióny let. Tvorba černého uhlí skončila před 286 milióny let. Obecně platí, starší než křídové vrstvy obsahují pouze černé uhlí, v křídě černé i hnědé a v mladších dobách pouze hnědé uhlí. V té době byly příznivé podmínky pro vzrůst vyšších forem rostlin. Nahromaděním velkého množství odumřelé vegetace vznikla uhelná ložiska, která se nazývají uhelné sloje. Některé sloje jsou silné jen několik milimetrů, jiné dosahují mocnosti až několika metrů. Tento jev je dán cyklickou sedimentací, kdy docházelo k opakovanému obnažování a ukládání organického materiálu.
Předpokládá se, že za vznik uhlí jsou odpovědné tropické slatiny, o čemž svědčí nalezené otisky dobových rostlin ve formě stromových přesliček, plavuní, či kapradin. Dalším místem potenciálního vzniku byly i sladkovodní oblasti.
Pro vznik černého uhlí jsou potřebné zvýšené tlaky, které na okolí působí. Vznikají postupným překrytím rašelinišť s uloženým materiálem písky a jíly. Organický materiál se postupně dostává do hlubších partií zemské kůry a nadložní horniny začínají působit stále větší vahou. Odhaduje se, že z vrstvy rašeliny silné 10 až 15 metrů dojde ke vzniku uhelné sloje silné 1 metr. Obyčejné litostatické tlaky však nemohou stačit na vznik nejkvalitnějšího černého uhlí a antracitu a tak se předpokládá, že jejich vznik je spojen s oblastmi tektonických sil a vysokých teplot, podmínek, které obvykle panují při orogenezi.

## Typy černého uhlí
- antracit – geologicky nejstarší, lesklý, černý, s nejvyšším obsahem uhlíku, nejkvalitnější a nejvýhřevnější
- černé kamenné – vzniklo v karbonu, černé, tvrdé, lesklé
- koksovatelné druhy – na výrobu koksu
- plynové uhlí – na výrobu svítiplynu

Typ černého uhlí je dán jeho kvalitou, která se odvozuje z obsahu uhlíku v celkovém složení horniny. Čím více uhlíku se v černém uhlí nachází, tím kvalitnější toto uhlí je. Obsah uhlíku je pak přímo závislý na době, kdy uhlí vznikalo. Starší uhlí procházelo prouhelňováním déle, takže obsah uhlíku je vyšší než u uhlí mladšího. Tato vlastnost má hlavní vliv na výhřevnost – uhlíkem bohatší černé uhlí ji má vyšší.
Černé uhlí má vzhled, závisející na typu uhlí. V jeho struktuře se střídají lesklé a matné pruhy. Matné pruhy vznikly ze zbytků nižších rostlin, kdežto lesklé páskování je způsobeno rozkladem dřeva. Hornina obsahuje i měkké části, které při kontaktu špiní.

## Využití

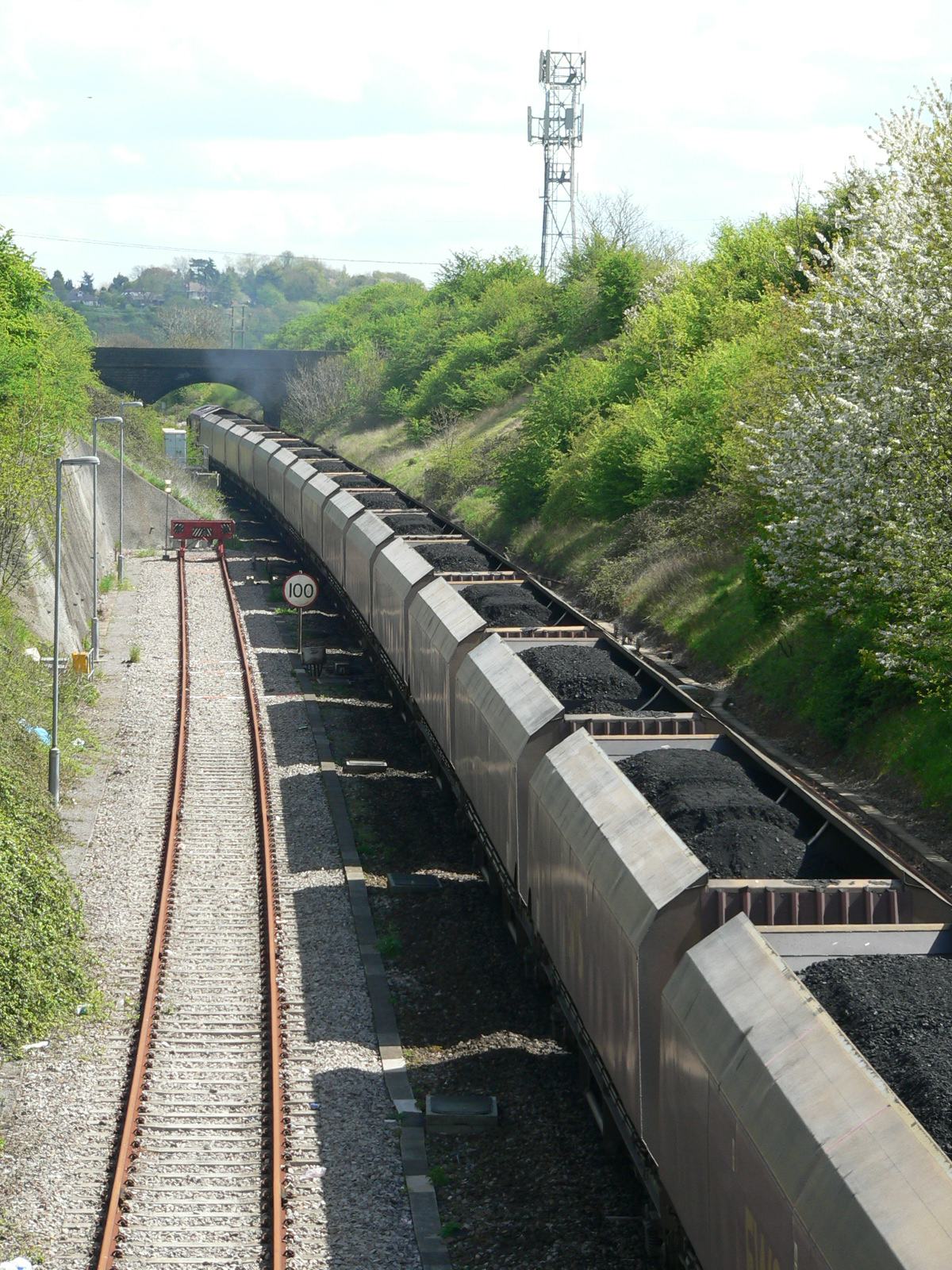
Přeprava uhlí nedaleko Bristolu pomocí nákladního vlaku

Těžba a využití černého uhlí přispěla k bouřlivému rozvoji průmyslu v 19. století a měla významný vliv na rozvoj průmyslové revoluce, jelikož se jednalo o snadno dostupný zdroj energie. V té době docházelo k masivní těžbě a vzniku nových průmyslových center v blízkosti uhelných oblastí. To se projevilo i v rozložení světové populace, když se lidé stěhovali za prací do průmyslových měst. Dodnes platí, že většina uhlí je využita v blízkosti místa, kde bylo vytěženo a jen nepatrná část je transportována na vzdálenost větší než 1000 km.
V průmyslu se současně uhlí rozděluje na dvě hlavní skupiny:
- uhlí hubená (antracitická) — je skupina černého uhlí, které obsahuje malé procentuální zastoupení prchavých látek, což vede k tomu, že toto uhlí se nedá koksovat. Jejich hlavní využití je v energetice, kde se spalují za uvolnění energie.
- uhlí mastná (žírná, spékavá) — obsahují 20 až 28 % prchavých látek, což jim dává dobré vlastnosti k produkci koksu využívaného v metalurgii[2]

Černé uhlí je podstatnou surovinou v energetickém průmyslu, jelikož se používá jako kvalitní palivo pro tepelné elektrárny generující většinu elektrické energie na světě.
Vyjma energetického průmyslu je černé uhlí také strategickou surovinou v chemickém průmyslu, kde se z něho vyrábí destilací svítiplyn, uhelný dehet, či na výrobu koksu. Dalším důležitým použitím je využívání při výrobě železa, oceli a litiny. Evropa je z pohledu černého uhlí značně závislá na jeho dovozu, jelikož vlastní ložiska byla z velké části již vytěžena, či jsou z jiných důvodů uzavřena (ochrana přírody, limity těžby atd.).

## Světové zásoby
Nejrozšířenějším fosilním palivem na planetě je uhlí, které je po světě zastoupeno nerovnoměrně, ale oproti například ropě, jsou jeho velká ložiska ve více státech. Jeho zastoupení je 478 771 miliónů tun černého uhlí (53%) a 430 293 miliónů tun hnědého uhlí (47 %), což dává celkově přes 900 000 miliónů tun uhlí. Zásoby černého uhlí jsou z největší části na území šesti států, a to v pořadí USA (23 %), Indie (19 %), Čína (13 %), Rusko (10 %), jižní Afrika (10 %) a Austrálie (8 %). Těchto šest států dohromady spravuje 84 % světových těžitelných zásob černého uhlí. Na území USA jsou zásoby rozprostřeny hlavně mezi státy Západní Virginie, Kentucky, a Pensylvánie, kde dochází i k největší těžbě. Předpokládá se, že celková zásoba všeho uhlí vystačí minimálně na 134 let spotřeby.
Ložiska v Jižní Americe jsou z větší části umístěna pod pralesem, což znesnadňuje a prodražuje jejich případnou těžbu.
| Země          | Černé uhlí | Hnědé uhlí | Celkově | Podíl |
| ------------- | ---------- | ---------- | ------- | ----- |
| USA           | 111 338    | 135 305    | 246 643 | 27,1  |
| Rusko         | 49 088     | 107 922    | 157 010 | 17,3  |
| Čína          | 62 200     | 52 300     | 114 500 | 12,6  |
| Indie         | 90 085     | 2360       | 92 445  | 10,2  |
| Austrálie     | 38 600     | 39 900     | 78 500  | 8,6   |
| Jižní Afrika  | 48 750     | –          | 48 750  | 5,4   |
| Ukrajina      | 16 274     | 17 879     | 34 153  | 3,8   |
| Kazachstán    | 28 151     | 3128       | 31 279  | 3,4   |
| Polsko        | 14 000     | –          | 14 000  | 1,5   |
| Brazílie      | –          | 10 113     | 10 113  | 1,1   |
| Německo       | 183        | 6556       | 6739    | 0,7   |
| Kolumbie      | 6230       | 381        | 6611    | 0,7   |
| Kanada        | 3471       | 3107       | 6578    | 0,7   |
| Česko         | 2094       | 3458       | 5552    | 0,6   |
| Indonésie     | 740        | 4228       | 4968    | 0,5   |
| Turecko       | 278        | 3908       | 4186    | 0,5   |
| Řecko         | –          | 3900       | 3900    | 0,4   |
| Maďarsko      | 198        | 3159       | 3357    | 0,4   |
| Pákistán      | –          | 3050       | 3050    | 0,3   |
| Bulharsko     | 4          | 2183       | 2187    | 0,2   |
| Thajsko       | –          | 1354       | 1354    | 0,1   |
| Severní Korea | 300        | 300        | 600     | 0,1   |
| Nový Zéland   | 33         | 538        | 571     | 0,1   |
| Španělsko     | 200        | 330        | 530     | 0,1   |
| Zimbabwe      | 502        | –          | 502     | 0,1   |
| Rumunsko      | 22         | 472        | 494     | 0,1   |
| Venezuela     | 479        | –          | 479     | 0,1   |
| Celkově       | 478 771    | 430 293    | 909 064 | 100,0 |

## Těžba černého uhlí

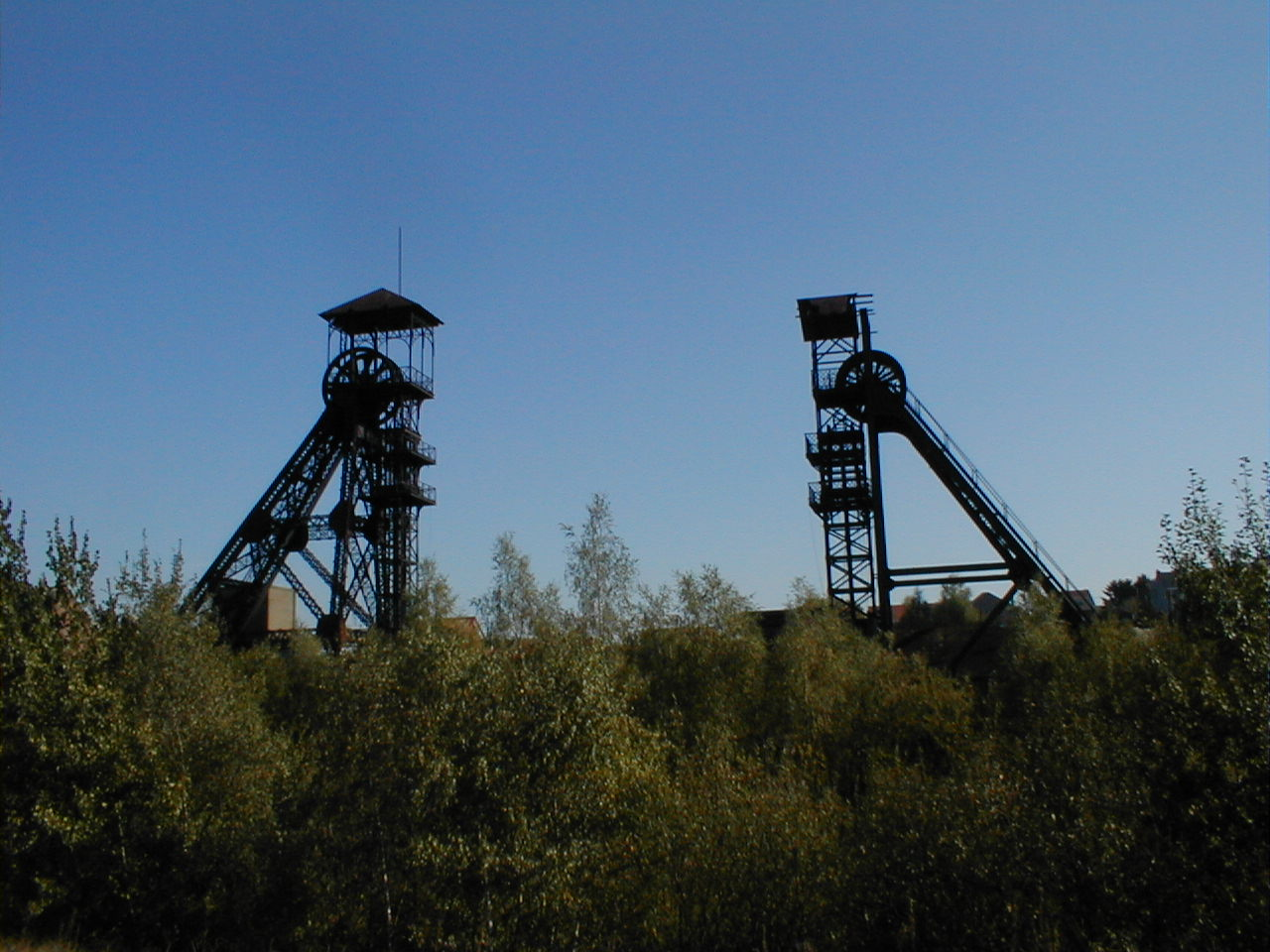
Oproti povrchovým dolům na hnědé uhlí je většina černého uhlí dolována pod zemí pomocí šachet

Černé uhlí se těží téměř po celém světě na většině lokalit, kde se vyskytuje. V některých případech je možné černé uhlí objevit na povrchu, a to převážně v místech, kde se koryta řek zahlubují do podloží. Archeologické nálezy naznačují, že na podobném místě v Číně před přibližně deseti tisíci lety došlo k první těžbě uhlí. Postupně se začaly hloubit tunely s postupujícími slojemi.
Během hlubinné těžby je potřeba vyhloubit vertikální šachty, kterými se následně dostává stavební materiál, lidé, svěží vzduch do podzemí a těžená surovina na povrch. Při těžení sloje se následně vybudují horizontální šachty (či se sklonem kopírující směr sloje zvané štola). V současnosti se využívají dvě hlavní těžební metody, jak získávat černé uhlí z podzemí, jež jsou rozšířeny převážně v Evropě, Americe a Austrálii.
- dobývání komorováním — jedná se o starší metodu, která je stále hojně využívána v USA. Během této metody se vyhloubí řada komor skrz sloj s podpůrnými pilíři, které se ponechají stát pro udržení stropu štoly. Tato metoda neumožňuje vytěžení celého ložiska, jelikož část zásob zůstává vázána kvůli podpůrným pilířům.[2]
- stěnování — modernější metoda, která je rozšířena převážně v Evropě je založena na ražbě dvou paralelních tunelů, které jsou od sebe vzdáleny přibližně 20 až 200 metrů. Následně se zde začne pohybovat dobývací stroj (kombajn), který odebírá uhlí dlouhou porubní stěnou. Následkem toho je, že strop sloje se za důlní výztuží s horníky postupně zhroutí. Metoda má mnohem vyšší účinnost a umožňuje vytěžit okolo 90 % uhlí ze sloje.[2]

Cena černého uhlí pro tepelné elektrárny se začátkem února roku 2008 pohybovala okolo ceny 115 dolarů za tunu, což je historické maximum. Na nárůstu ceny se podepsala nízká nabídka, ze strany Číny, Jihoafrické republiky a Austrálie. Zemí, které tradičně černé uhlí vyvážely do světa. Předpokládá se, že dojde ještě k dalšímu růstu ceny této strategické suroviny.

### Ve světě
Největší producentem černého uhlí na světě je Čína, která je ale současně i největším spotřebitelem, jelikož velká část jejího energetického průmyslu je založena na spalování uhlí. Převážná část vytěženého černého uhlí tak zůstane na domácím trhu a není určena pro export.
Největším exportérem černého uhlí je pak Austrálie následovaná Indonésií a Spojenými státy americkými. V roce 1985 se celosvětová roční těžba černého uhlí pohybovala okolo 3 miliard tun a předpokládalo se, že v roce 2010 by měla roční produkce dosahovat 4 miliard tun.

### Lokality v Česku
Na území České republiky se černé uhlí vyskytuje, či vyskytovalo v několika oblastech, kde bylo později i těženo. Těmito oblastmi jsou plzeňsko-manětínská pánev, kladensko-slánská pánev, žacléřsko-svatoňovická pánev, ostravsko-karvinská pánev a rosicko-oslavanská pánev. Na území Česka se nacházejí ložiska jak energetického tak i koksovatelného uhlí, které se nachází převážně v oblasti hornoslezské pánve.
V průběhu 18. až 20. století bylo černé uhlí dobýváno v řadě lokalit, mezi které patřil Kladenský revír, Rosicko-oslavanský revír, Ostravsko-karvinský revír. Většina lokalit s činnou těžbou byla utlumena v 90. létech 20. století.
V současnosti se černé uhlí těží pouze v Ostravsko-karvinském revíru prostřednictvím firmy OKD. Ročně bylo vytěženo okolo roku 2006 kolem 15 milionů tun černého uhlí. V roce 1999 se těžilo přibližně 20 miliónu tun, což odpovídalo přibližně 1 % těžitelných zásob. Tento objem byl dostatečný pro zabezpečení domácí poptávky, i když je část černého uhlí dovážena z Polska. Na druhou stranu je část české produkce černého uhlí určena na export. Na Karvinsku se černé uhlí bude těžit do konce roku 2025.

#### Objem těžby
(v milionech tun na území dnešní České republiky, resp. Čech, Moravy a Slezska)

## Nebezpečí
Černé uhlí se těží z velké části v podzemí. Jeho dobývání je proto mnohem nebezpečnější než povrchová těžba hnědého uhlí. Horníci pro jeho získávání sestupují do hloubek v rozmezí několika desítek metrů až několika set metrů. Nejhlubší doly sahají až kilometr pod povrch. V takových hloubkách značně roste teplota ke 40 °C s téměř 100% vlhkostí vzduchu.
Kromě těžkých podmínek je nebezpečná i samotná ražba šachet, kdy může dojít k propadnutí, závalu či jinému důlnímu neštěstí, jež může snadno horníky pod zemí odříznout a následně usmrtit. Mnoho úmrtí je rovněž spojeno s explozí důlních plynů, které v dolech vznikají a akumulují se. Ve světě zemřou na následky důlních neštěstí v průměru tisíce horníků ročně.